# Okręg Pfäffikon
Pfäffikon (niem. Bezirk Pfäffikon) – okręg w północnej Szwajcarii, w kantonie Zurych. Siedziba administracyjna okręgu znajduje się w miejscowości Pfäffikon.

## Podział administracyjny
Okręg składa się z dziesięciu gmin (Politische Gemeinde) o powierzchni 163,15 km² i o liczbie mieszkańców 62 156.
Gminy:
1. Bauma
2. Fehraltorf
3. Hittnau
4. Illnau-Effretikon
5. Lindau
6. Pfäffikon
7. Russikon
8. Weisslingen
9. Wila
10. Wildberg

## Zmiany administracyjne
- 1 stycznia 2015
  - przyłączenie gminy Sternenberg do gminy Bauma
- 1 stycznia 2016
  - przyłączenie gminy Kyburg do miasta Illnau-Effretikon